# Azeri Baku FK
El Azeri Baku FK (en azerí: Azeri Baku Futbol Klubu) fue un equipo de fútbol de Azerbaiyán que jugó en la Liga Premier de Azerbaiyán, la primera división nacional.

## Historia
Fue fundado en el año 1991 en la capital Bakú luego de la disolución de la Unión Soviética. Fue uno de los equipos fundadores de la Liga Premier de Azerbaiyán en 1992 donde finalizó en el lugar 18.
En 1993 finalizó en cuarto lugar, pero descendería en 1994 tras terminar en el lugar 14 entre 16 equipos, y alcanzó la ronda de octavos de final de la Copa de Azerbaiyán; y desaparecería por complicaciones financieras.
El club estuvo en tres temporadas en la Liga Premier de Azerbaiyán, donde disputó 86 partidos, de los cuales ganó 43, empató 14 y perdió 39; anotó 104 goles y recibió 131.

## Temporadas
| Temporada | Liga | Liga | Liga | Liga | Liga | Liga | Liga | Liga | Liga | Copa          | Goleador(es)                                   | Goleador(es) |
| Temporada | Div. | Pos. | J    | G    | E    | P    | GF   | GC   | PTS  | Copa          | Nombre(s)                                      | Goles        |
| --------- | ---- | ---- | ---- | ---- | ---- | ---- | ---- | ---- | ---- | ------------- | ---------------------------------------------- | ------------ |
| 1992      | 1    | 18   | 38   | 17   | 6    | 15   | 53   | 49   | 40   | Primera ronda | Cəfər Əliyev                                   | 13           |
| 1993      | 1    | 4    | 18   | 9    | 1    | 8    | 23   | 28   | 19   | Primera ronda | Arif Zərbayılov Rövşən Məmmədov İlqar Məmmədov | 4            |
| 1993–94   | 1    | 14   | 30   | 7    | 7    | 16   | 28   | 53   | 21   | 1/8           | Səməd Nəbiyev                                  | 6            |